# Cytogenetyka
Cytogenetyka – dział genetyki zajmujący się badaniem chromosomów. Cytogenetyka koncentruje się zarówno na kształcie jak i liczbie chromosomów, jak również na ich dziedziczeniu. W ostatnich latach rozwinęła się cytogenetyka molekularna, umożliwiająca badanie materiału genetycznego w stadium interfazy, bez uformowanych chromosomów.

Schematyczne przedstawienie wzoru prążkowego chromosomu 1

## Klasyczne badanie cytogenetyczne
Klasyczne badanie cytogenetyczne opiera się na analizie chromosomów w stadium metafazy, po ich ewentualnym uprzednim wytrawieniu trypsyną i zabarwieniu. W wyniku barwienia uzyskuje się obraz ciemniejszych i jaśniejszych prążków, charakterystyczny dla danego chromosomu. 
- Prążki Q – uwidaczniane są w mikroskopie fluorescencyjnym, po wybarwieniu chromosomów roztworem fluorochromu - kwinakryny.
- Prążki G – powstają w wyniku łagodnej proteolizy, a następnie potraktowaniu barwnikiem Giemzy (ciemne: dużo par AT, heterochromatyna; jasne: dużo par GC, euchromatyna)
- Prążki R – denaturacja cieplna, a następnie wybarwienie barwnikiem Giemzy, są one negatywem prążków G
- Prążki C – uwidacznia heterochromatynę konstytutywną
- Prążki T – uwidacznia telomery
- AgNOR – pozwala na analizę organizatorów jąderka.

W przypadku, gdy chromosomy barwione są technikami nie pozwalającymi na uzyskanie wzoru prążkowego, ich analiza opiera się na klasyfikacji do jednej z 7 grup, na podstawie długości i położenia centromeru.
- Grupa A (chromosomy 1 – 3): duże chromosomy metacentryczne
- Grupa B (4 – 5): duże chromosomy submetacentryczne
- Grupa C (6 – 12, X): chromosomy metacentryczne lub submetacentryczne, pośredniej długości
- Grupa D (13 – 15): pośredniej długości chromosomy akrocentryczne z satelitami
- Grupa E (16 – 18): krótkie chromosomy metacentryczne lub submetacentryczne
- Grupa F (19 – 20): bardzo krótkie chromosomy metacentryczne
- Grupa G (21 – 22, Y): krótkie chromosomy akrocentryczne; 21 i 22 posiadają satelity

### Nazewnictwo prążków
Wszelkie nazewnictwo cytogenetyczne regulowane jest przez Międzynarodowy System Nazewnictwa Cytogenetycznego (International System for Human Cytogenetic Nomenclature). Określenie pozycji w obrębie prążka na chromosomie wymaga podania numeru chromosomu, następnie ramienia (p - ramię krótkie (z fr. petit - mały) lub q - ramię długie (następna litera alfabetu po p)), numeru regionu i numeru prążka. Regiony leżące najbliżej centromeru noszą numer 1, oddalające się w kierunku telomerów – kolejne numery. Dla przykładu zapis 4q31 oznacza chromosom 4, ramię długie, region 3 i prążek 1. Dokładniejsze pozycje podaje się po kropce, np. 4q31.1, 4q31.2, 4q31.3.

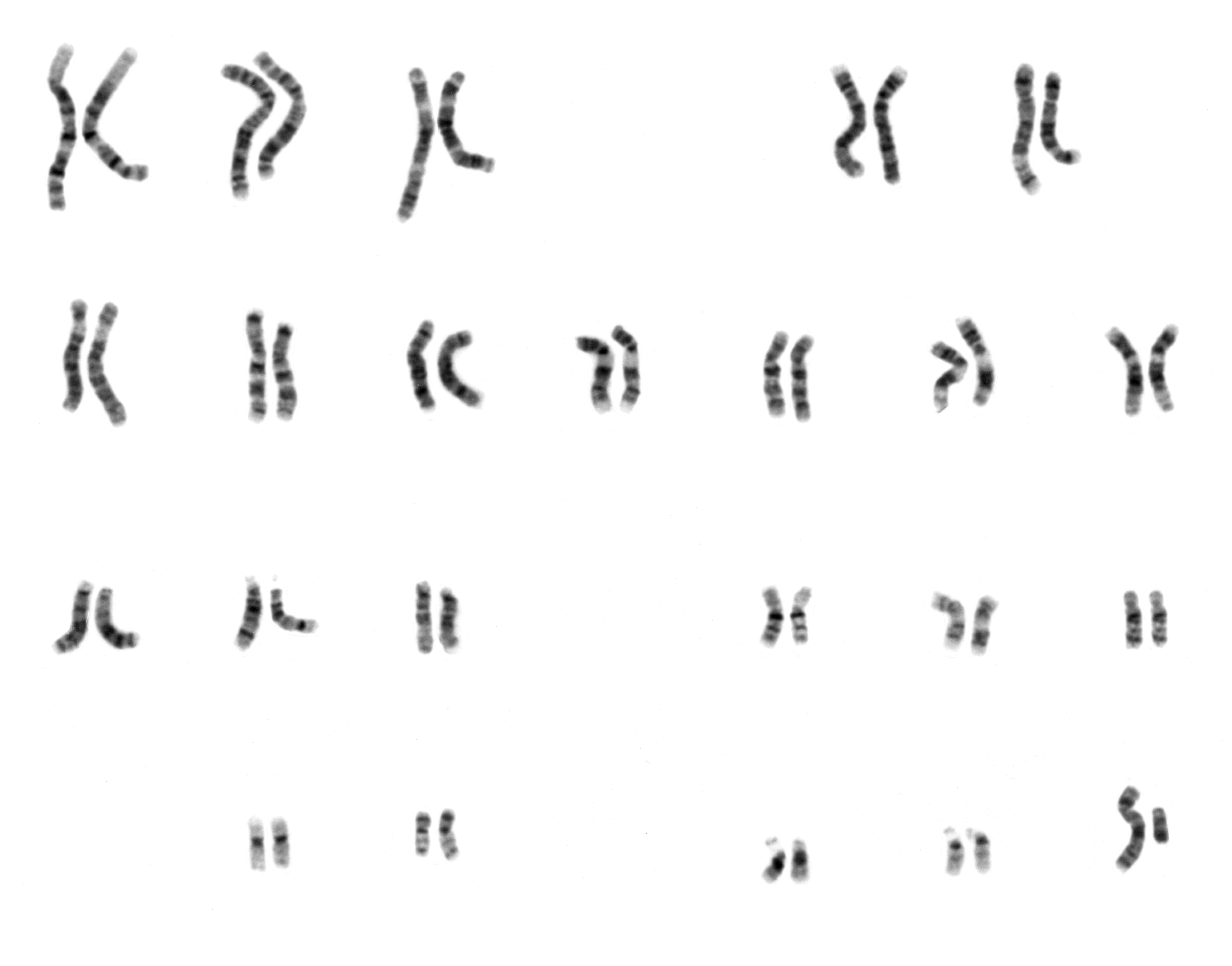
Prawidłowy kariotyp męski

### Zapis kariotypu
Klasyczne badanie cytogenetyczne kończy się zapisaniem kariotypu. Prawidłowy kariotyp żeński to 46,XX, kariotyp męski 46,XY. Wszelkie odchylenia od wyników prawidłowych zapisywane są przy użyciu szeregu skrótów, np. t (translokacja), del (delecja), inv (inwersja). Przykładowo, 46,XX,t(2;10)(p21;q24) oznacza kobietę z translokacją zrównoważoną pomiędzy krótkim ramieniem chromosomu 2 (miejsce pęknięcia p21), a długim ramieniem chromosomu 10 (pęknięcie w miejscu q24). Dodatkowe chromosomy w kariotypie podaje się po znaku +, np. 47,XY,+21 oznacza osobnika płci męskiej z dodatkowym chromosomem 21 (trisomia 21, zespół Downa).
| Skrót | Opis                                                     |
| ----- | -------------------------------------------------------- |
| p     | Ramię krótkie                                            |
| q     | Ramię długie                                             |
| pter  | Koniec krótkiego ramienia chromosomu                     |
| qter  | Koniec długiego ramienia chromosomu                      |
| cen   | Centromer                                                |
| h     | Heteromorfizm                                            |
| del   | Delecja                                                  |
| der   | Wynik rearanżacji chromosomalnej                         |
| dic   | Dicentryczny                                             |
| dup   | Duplikacja                                               |
| i     | Izochromosom                                             |
| ins   | Insercja                                                 |
| inv   | Inwersja                                                 |
| mat   | Pochodzenia matczynego                                   |
| pat   | Pochodzenia ojcowskiego                                  |
| r     | Chromosom pierścieniowy                                  |
| t     | Translokacja                                             |
| ::    | Połączone złamanie                                       |
| /     | Mozaicyzm                                                |
| +     | Przed oznaczeniem chromosomu oznacza dodatkowy chromosom |
| -     | Przed oznaczeniem chromosomu oznacza brak chromosomu     |

### Zastosowanie klasycznych badań cytogenetycznych
Badanie chromosomów metafazowych przeprowadza się m.in. w przypadkach:
- podejrzenia wystąpienia u dziecka choroby genetycznej, której podłożem mogłoby być zaburzenie w liczbie lub strukturze chromosomów – w takim przypadku konieczne jest również przebadanie najbliższych członków rodziny, celem potwierdzenia lub wykluczenia nosicielstwa np. translokacji
- niepowodzeń rozrodu – nieprawidłowy kariotyp któregoś z rodziców może być przyczyną nawykowych poronień
- badań prenatalnych – wiek matki (po 37 roku życia) może predysponować do wystąpienia aneuploidii u dziecka (np. zespołu Downa)
- wystąpienia niektórych chorób nowotworowych – nieprawidłowy kariotyp w komórkach guza może ułatwić jego identyfikację i leczenie (cytogenetyka onkologiczna)

### Technika wykonania badań
Wykonanie badania cytogenetycznego opiera się na przeprowadzeniu hodowli in vitro komórek, których chromosomy będą następnie poddane badaniu. Najczęściej są to limfocyty krwi obwodowej, amniocyty, komórki guza, rzadziej fibroblasty. W celu zatrzymania podziałów komórkowych na etapie metafazy do hodowli dodaje się kolchicynę, bądź jej pochodne. Powoduje to zahamowanie tworzenia wrzeciona kariokinetycznego. Następnie komórki są utrwalane, barwione w formie preparatu na szkiełku mikroskopowym i poddawane analizie mikroskopowej.

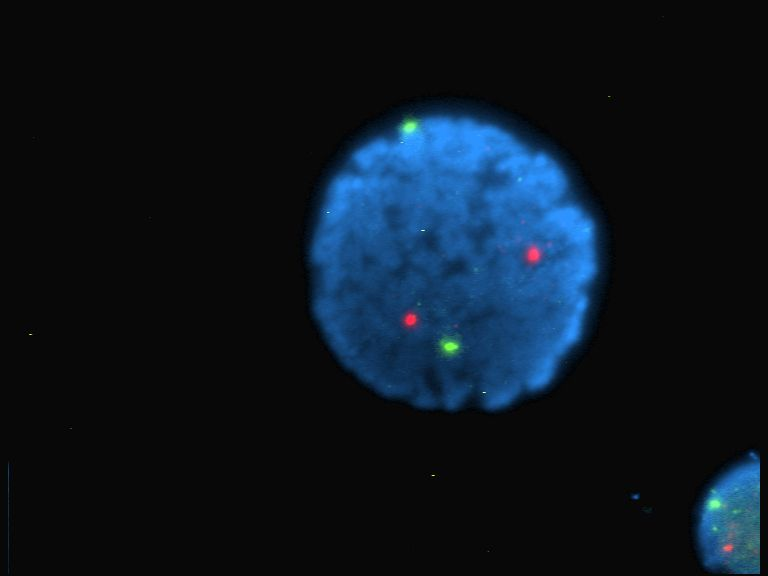
Interfazowe jądro komórkowe limfocytu poddane badaniu FISH

## Cytogenetyka molekularna
Cytogenetyka molekularna opiera się na technikach porównawczej hybrydyzacji genomowej (CGH) i fluorescencyjnej hybrydyzacji in situ (FISH). CGH wykrywa obecność dodatkowego bądź też brak materiału genetycznego. Metoda ta stosowana jest przede wszystkim w cytogenetyce onkologicznej. Technika FISH pozwala na badanie jąder komórkowych w stadium metafazy jak i interfazy. Znajduje zastosowanie w detekcji konkretnych mutacji, miejsc pęknięć, czy dokładnej analizie translokacji. Badanie techniką FISH jąder interfazowych ma miejsce przy badaniach prenatalnych i diagnostyce preimplantacyjnej. W obu przypadkach FISH pozwala na wykrycie anomalii liczbowych i strukturalnych w obrębie genomu.